# Asuka (okres)
Okres Asuka (jap. 飛鳥時代 Asuka-jidai) – okres w historii Japonii w latach 538–710. Wspólnie z okresem Kofun określany jest mianem okresu Yamato.

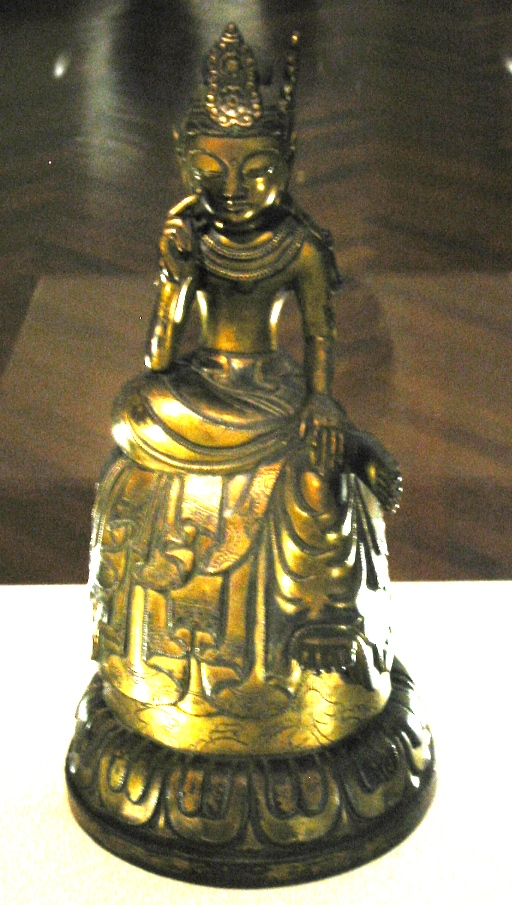
Figurka Bodhisattwy z okresu Asuka

W okresie Asuka na terenie Japonii powstało 46 świątyń buddyjskich. Japończycy nauczyli się od imigrantów techniki wyrobu papieru, laki i farb olejnych. Naród japoński wykształcił własnych artystów i rzemieślników. Obok sztuk plastycznych dużą rolę w życiu kulturalnym dworu zaczęła odgrywać poezja (chińska i japońska).

## Najważniejsze wydarzenia
- wprowadzenie buddyzmu (538 lub 552 r.) i ustanowienie go oficjalną religią państwową (594 r.)
- wprowadzenie systemu datowania nengō w 645 r. – pierwszym nengō było Taika
- reformy polityczne:
  - Konstytucja Siedemnastu Artykułów przypisywana księciu Shōtoku (604 r.)
  - reforma Taika cesarza Kōtoku (646 r.)
  - Kodeks Ōmi (668–671)
  - Kodeks Kiyomihara (681–689)
  - Kodeks Taihō (702 r.)

Edykty cesarskie były napisane i sponsorowane przez szkoły konfucjańskie na dworze Yamato i stanowiły podstawy japońskiego systemu cesarskiego i rządzenia. Zgodnie z tymi reformami władcą nie był już – jak do tej pory – przywódca klanu, ale cesarz - tennō, który rządził z woli niebios i posiadał całkowitą władzę.
Zgodnie z tymi edyktami, Japonia od tej pory nie składała się z oddzielnych krain, ale z prowincji cesarskich, które były kierowane przez scentralizowany aparat administracyjny. Niektórzy dopiero od tego czasu datują powstanie Japonii.

## Sztuka
Okres Asuka charakteryzował się gwałtownym rozwojem architektury i sztuki związanej z buddyzmem. Rozwój na szeroką skalę budownictwa sakralnego przyczynił się do importu nieznanych w Japonii technik plastycznych i kanonów estetycznych. Głównymi przykładami architektury tego okresu są świątynie Asuka-dera, Hōryū-ji i Shitennō-ji.
Sztuka późnego okresu Asuka wydzielana jest zazwyczaj jako osobna epoka, zwana Hakuhō.